# Ван Дален, Виггерт
Виггерт Антон ван Дален (нидерл. Wiggert Antoon van Daalen; 22 февраля 1895, Харлем — 27 ноября 1968, там же) — нидерландский футболист, игравший на позиции полузащитника. Наиболее известен как игрок клуба «Харлем», в составе которого сыграл в общей сложности 216 матчей. За свои заслуги перед клубом в 1939 году получил звание «члена за заслуги» (нидерл. Lid van verdienste). В составе сборной Нидерландов сыграл один товарищеский матч.
Отец футболиста Виггерта ван Далена младшего.

## Личная жизнь
Виггерт Антон родился в феврале 1895 года в городе Харлем. Отец — Давид Хендрик ван Дален, был родом из Харлема, мать — Мария Йоханна Элиза ван Сарлос, родилась в Ден-Хелдере. Помимо него, в семье было ещё пятеро детей: двое дочерей и трое сыновей.
Ван Дален женился в возрасте двадцати двух лет — его избранницей стала 22-летняя Гритье Аппелман, уроженка Хорна. Их брак был зарегистрирован 2 января 1918 года в Харлеме. В марте того же года у них родился сын Виггерт Антон. Он тоже стал футболистом, выступал за «Харлем», с которым в 1946 году стал чемпионом Нидерландов.
На момент бракосочетания работал в типографии наборщиком, а в 1943 году был членом пожарной бригады в Харлеме.
Умер 27 ноября 1968 года в возрасте 73 лет в Харлеме.

## Матчи и голы за сборную
| № | Дата       | Оппонент | Д / Г | Счёт | Голы | Соревнование      |
| - | ---------- | -------- | ----- | ---- | ---- | ----------------- |
| 1 | 3 мая 1925 | Бельгия  | Д     | 5:0  | —    | Товарищеский матч |

Итого: 1 матч / 0 голов; 1 победа.